# Клайнзайчен

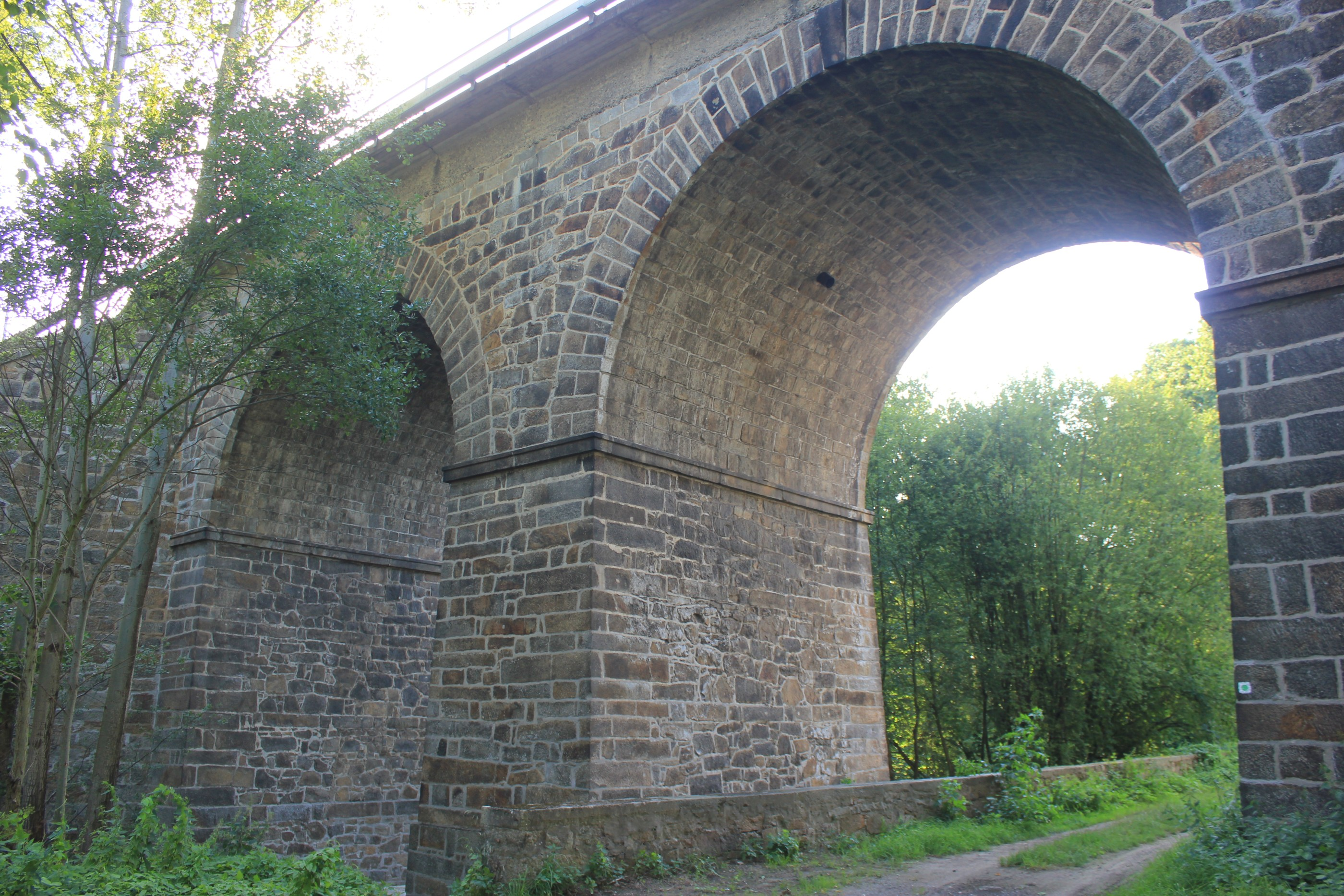
Железнодорожный мост через реку Ланге-Вассер

Клайнзайчен или Жи́ченьк (нем. Kleinseitschen; в.-луж. Žičeńk) — деревня в Верхней Лужице, Германия. Входит в состав коммуны Гёда района Баутцен в земле Саксония. Подчиняется административному округу Дрезден.
Находится в пятистах метрах юго-восточнее деревни Жичень на правом берегу реки Ланге-Вассер (Долга-Вода). Между двумя деревнями находится Жиченское городище.

## История
Впервые упоминается в 1374 году под наименованием Parva Zyczchen, Parvum Zyczchen.
До 1936 по 1974 была самостоятельной коммуной с деревнями Гросзайчен и Зайчен. С 1974 года входит в современную коммуну Гёда.
В настоящее время деревня входит в состав культурно-территориальной автономии «Лужицкая поселенческая область», на территории которой действуют законодательные акты земель Саксонии и Бранденбурга, содействующие сохранению лужицких языков и культуры лужичан.
Исторические немецкие наименования:
- Parva Zyczchen, Parvum Zyczchen, 1374
- Zeitzan parva, 1419
- cleynen Zeitschan, Zeytschan, Seytschen, 1443
- Zitzan parva, XV
- Klein Seitzschen, 1658
- Kleinseitschen, 1875

## Население
Официальным языком в населённом пункте, помимо немецкого, является также верхнелужицкий язык.
Согласно статистическому сочинению «Dodawki k statisticy a etnografiji łužickich Serbow» Арношта Муки в 1884 году в деревне проживало 104 человека (из них — 61 серболужичанин (59 %)).
| 1834 | 1871 | 1890 | 1910 | 1925 | 2011 | 2016 |
| ---- | ---- | ---- | ---- | ---- | ---- | ---- |
| 87   | 118  | 108  | 99   | 104  | 74   | 88   |